# Palais consulaire d'Alger
Le palais consulaire est un édifice de style néoclassique situé à Alger, construit en 1889 par l'architecte Henri Petit. Il abrite la chambre algérienne de commerce et d'industrie (CACI).

## Histoire
L'édifice de forme parallélépipède a été inauguré le 9 janvier 1892. 
Il subit des dommages lors du séisme du 21 mai 2003, depuis, Des travaux de restauration ont été menés par un spécialiste du musée de Tipaza pour réhabiliter les œuvres d'art et les remettre à leur endroit.